# Hemicyclops canuensis
Hemicyclops canuensis – gatunek widłonoga z rodziny Clausidiidae. Opisał go w 1890 roku angielski zoolog Gilbert Charles Bourne (1861–1933), późniejszy profesor Uniwersytetu Oksfordzkiego. Autor nadał gatunkowi nazwę Hersiliodes canuensis. Dwa okazy typowe pozyskano w Morzu Północnym na stanowisku No. 11 pomiędzy mielizną Black Bank a mieliznami Lemon.